# Ganggraf Gildeshøjene
Het ganggraf Gildeshøjene (Deens: Jættestue Sejrsgaard Gildeshøjene, ook wel Gildeshøj of Seiersgaard genoemd) ligt ten westen van Sejersgård, bij Poulsker op het Deense eiland Bornholm in een van twee grote heuvels, die vlak naast elkaar liggen. Het ganggraf (Deens: jættestue) is eenzelfde soort ganggraf als dat van Tornegård. Het enige verschil is dat bij dit ganggraf de dekstenen niet zichtbaar waren, maar bedekt waren met een 30 centimeter dikke laag aarde.
Het bouwwerk ontstond tussen 3500 en 2800 v.Chr. als een megalithisch bouwwerk van de trechterbekercultuur. De bouwvorm van dit ganggraf uit de jonge steentijd bestaat uit een kamer en een bouwkundig gescheiden laterale gang. Deze vorm komt met name voor in Denemarken, Duitsland en Scandinavië, en af en toe ook in Frankrijk en Nederland.
De heuvel had een diameter van ongeveer 40 meter en was 3,6m hoog. In het midden liggen de resten van het ganggraf, dat in de jaren 1830 door de toenmalige landeigenaar was opgegraven. Het ganggraf is maar ongeveer 2,6m lang, 1,5m breed en heeft een mogelijke hoogte van 60cm tot 90cm. Het bestond uit twee eindstenen en twee draagstenen aan beide lange kanten. Het bouwwerk is noord-zuid gericht en de ingang van het graf lag aan de oostkant.
De opgravers gaven aan dat in het noordelijkste deel van het ganggraf het skelet lag van een volwassen man met het hoofd naar het oosten gericht. In het zuidelijke deel lagen een hele hoop botten, waaronder veel kinderbotten. Verder vond men veel barnstenen parels en voorwerpen van vuursteen, in het bijzonder messen en een mooi afgewerkte dolk. Voor de ingang en in de omgeving van de heuvel lag veel afslag (lange smalle scherven van een stenen kern). Vooral aan de oostzijde van de heuvel lag veel as rondom een vlakke steen. Aan de westzijde werd brons gevonden.